# Tanah Tinggi (Tangerang)
Tanah Tinggi is een bestuurslaag in het regentschap Tangerang van de provincie Banten, Indonesië. Tanah Tinggi telt 35.629 inwoners (volkstelling 2010).